# مات فولي
مات فولي (بالإنجليزية: Matt Foley)‏ هو سياسي أسترالي، ولد في 24 يناير 1951 في أستراليا. حزبياً، نشط في حزب العمال الأسترالي. وقد انتخب Attorney-General of Queensland ‏ وانتخب عضو المجلس التشريعي ولاية كوينزلاند.